# 恩斯特·冯·魏茨泽克
恩斯特·冯·魏茨泽克（德語：Ernst Heinrich Freiherr von Weizsäcker，1882年5月25日—1951年8月4日）德国海军军官、外交官和政治家。他于1938年至1943年担任纳粹德国外交部国务秘书，并于1943年至1945年担任驻梵蒂冈大使。他是显赫的魏茨泽克家族的成员，也是德国总统里夏德·冯·魏茨泽克和物理学家兼哲学家卡尔·冯·魏茨泽克的父亲。